# Елисейский договор
Елисе́йский догово́р (нем. Élysée-Vertrag, фр. Traité de l'Élysée) — договор о дружбе между Францией и ФРГ, подписанный президентом Шарлем де Голлем и канцлером Конрадом Аденауэром 22 января 1963 года в Елисейском дворце в Париже. С подписанием этого договора Германия и Франция заложили новую основу для отношений, положивших конец многовековому соперничеству.

## Мотивы
Личные связи между двумя государственными деятелями сыграли решающую роль в формировании франко-германской дружбы. Первая встреча произошла в частном доме Шарля де Голля в Коломбе-ле-Дёз-Эглиз (Верхняя Марна) в сентябре 1958 года. С тех пор добрые отношения, поддерживаемые федеральным канцлером Германии Аденауэром и президентом Французской Республики де Голлем, стали двигателем двустороннего сотрудничества.
Президент Де Голль руководствовался основным мотивом французской политики в отношении Германии, который он разработал ещё в 1943 году в послевоенном плане: в любом случае англосаксонскому миру нужно было помешать объединиться с Германией за счет Франции. Его позиция прояснилась в предложении: «Веками англичане пытались предотвратить сближение галлов и германцев. Сегодня это американцы».

## Контекст и цели
Договор подтверждает отношения доверия и дружбы, которые были установлены между бывшими «потомственными врагами», всего через десять лет после начала примирения, инициированного декларацией Шумана 1950 года и ознаменованного созданием Европейского объединения угля и стали (1951) и Европейского экономического сообщества (1957). Таким образом, он окончательно похоронил тёмный период истории, унесший жизни миллионов французских и немецких солдат (Франко-прусская война, Первая мировая война и Вторая мировая война). Этот договор включает в себя основные положения плана Фуше (1961), которые потерпели неудачу, но также ограничивались лишь двумя странами.

## Противоречия и споры
Через две недели после подписания контракта Советский Союз направил правительствам Германии и Франции ноту протеста. Федеральное правительство ответило, но Советский Союз снова выразил протест после ратификации договора Бундестагом, повторив аргументы первой ноты протеста.
Всего через два месяца после подписания договора о дружбе между Францией и Германией возникло новое противоречие. Президент де Голль хотел, чтобы договор заставил Западную Германию дистанцироваться и в конечном итоге отдалиться от своего американского партнёра. Он считал Западную Германию (и другие государства-члены Европейского экономического сообщества) вассалами Вашингтона. Договор был примечателен тем, что в нём не упоминались США, Великобритания, НАТО или Генеральное соглашение по тарифам и торговле (ГАТТ).

## Реализация
Основной тезис основан на сближении народов двух стран. Для двух подписавших сторон было важно, чтобы это соглашение не просто было принято главами государств, а чтобы сами граждане двух стран стали ближе друг к другу. Была поставлена цель, чтоб немецкая и французская молодежь были нацелены на долгосрочное перспективное сотрудничество, при этом упор был сделан на изучение языка, а также на эквивалентность (взаимное признание) дипломов. Было основано Франко-немецкое бюро по делам молодежи (OFAJ или DFJW), франко-немецкие средние школы, организованы международные обмены студентами между двумя странами. Всё это является прямыми последствиями подписания договора. С тех пор многие города, школы, французские и немецкие регионы стали побратимами.

## Память
- Оригинал документа с подписями
- Скульптура, изображающая Конрада Аденауэра и Шарля де Голля, обменивающихся рукопожатием
- Немецко-французская средняя школа во Фрайбурге, основанная благодаря подписанию договора
- Немецкая почтовая марка выпущенная в честь десятилетия Елисейского договора
- Немецкая почтовая марка выпущенная в честь 25-летия Елисейского договора
- Немецкая почтовая марка (дизайн Томи Унгерера), совместный выпуск с Францией, в честь 40-летия подписания договора о франко-германском сотрудничестве